# Grace Roe

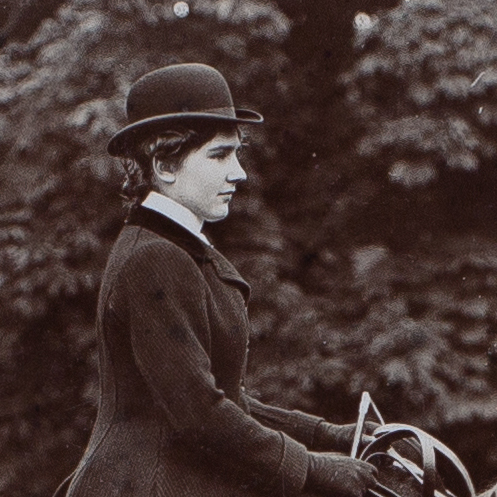
Grace Roe zu Pferd, 1905

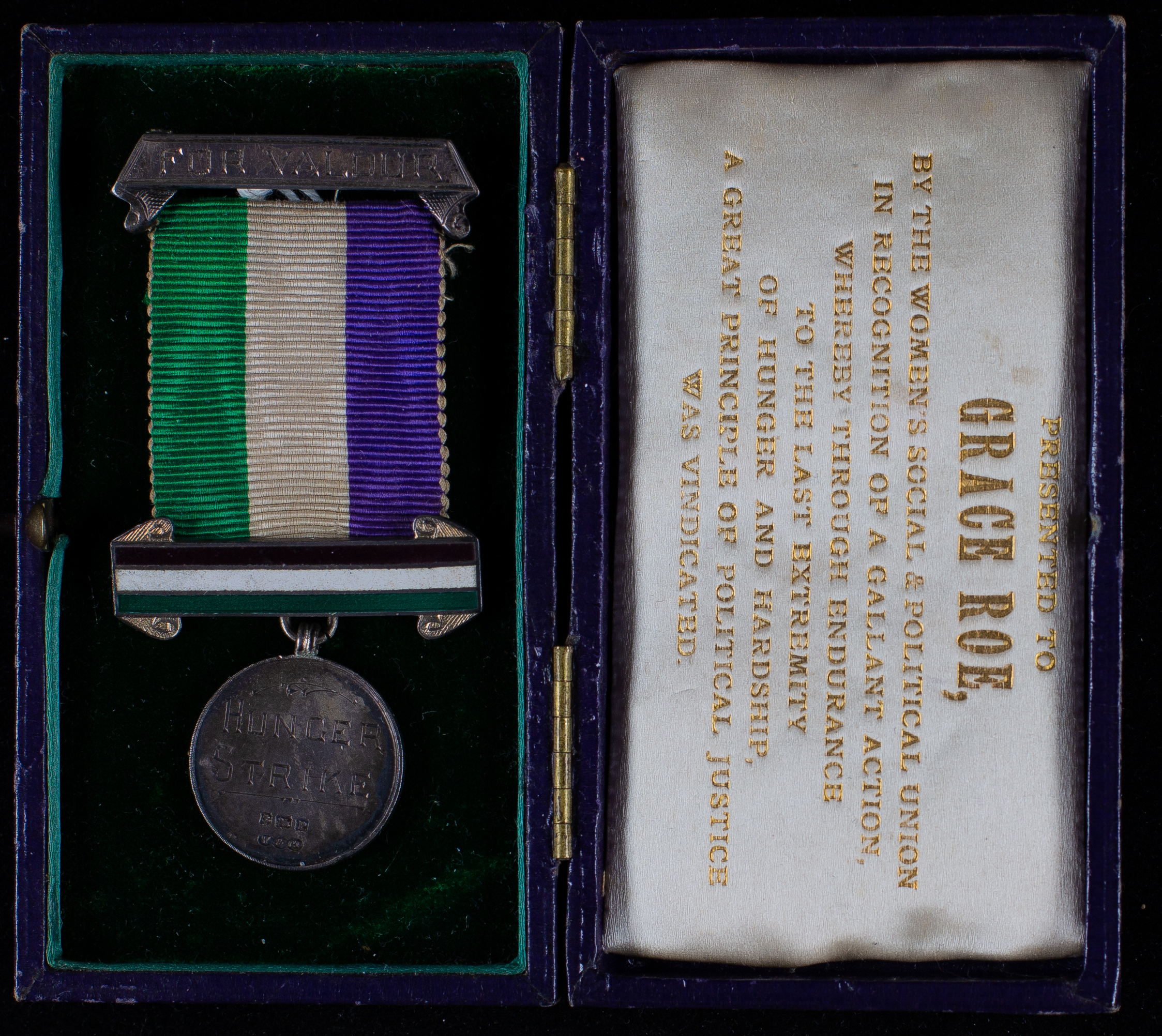
Grace Roes „Hungerstreik-Medaille“ verliehen von der WSPU, 1914

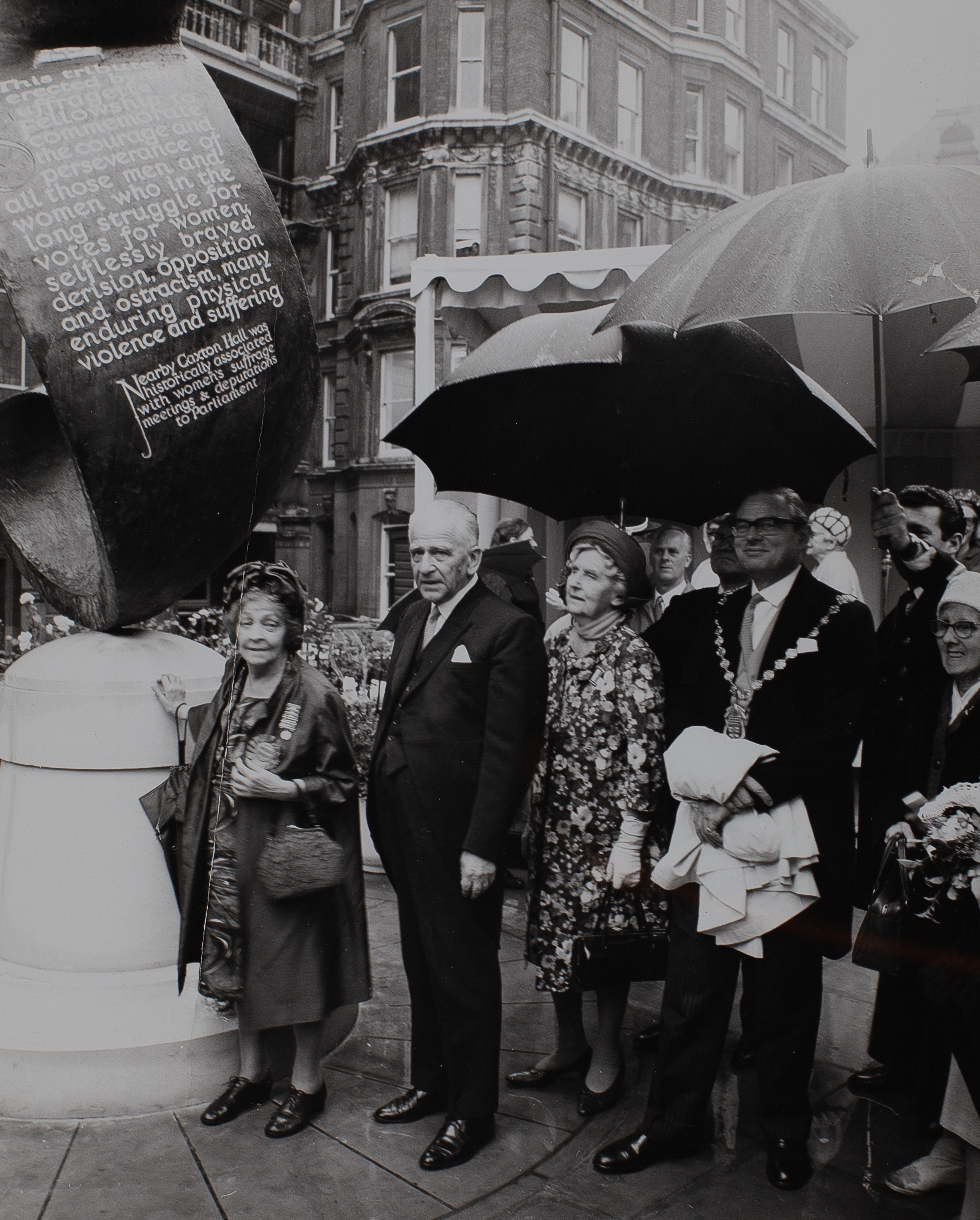
Lilian Lenton und Grace Roe bei der Enthüllung des Suffragette Memorials in London, 1970

Eleanor Grace Watney Roe (* 1. August 1885 in Norwood, Surrey; † 1979 in Tonbridge, Kent) war eine englisch-britische Suffragette. Sie war Kampagnen-Organisatorin der Women’s Social and Political Union (WSPU) und gehörte zu denen, die nach einer Stillhalte-Vereinbarung der WSPU mit der Regierung bei Ausbruch des Ersten Weltkriegs aus der Haft entlassen wurde.

## Leben
Roe wurde als Tochter von Thomas Henry Roe (1858–1927) und Eleanor Jane Watney Roe (1856–1897) in Norwood im Süden Londons geboren. Bei der Volkszählung von 1901 lebte die Familie nahebei in Wandsworth. Sie wurde an der Bedales School, einer fortschrittlichen gemischtgeschlechtlichen Internatsschule, ausgebildet, bevor sie ein Kunststudium begann.
Roe behauptete später, dass sie sich schon im Alter von sechs Jahren für Frauenrechte interessierte. Sie sagte, dass sie beim Einkaufen in London ihre erste Suffragette traf, die „Votes for Women“ zusammen mit den Daten einer Versammlung auf den Bürgersteig. Sie war beeindruckt von Lucy Burns, die aus Amerika kam, um für diese Sache zu kämpfen und dafür Gefängnisstrafen in Kauf nahm.
Ihr wurde gesagt, dass die Suffragetten „unweiblich“ seien, daher zögerte sie zunächst mit einem Beitritt zur Women’s Social and Political Union (WSPU), obwohl sie von Emmeline Pankhurst und ihrer Tochter Christabel sehr beeindruckt war, als sie sie 1908 sprechen hörte. Später in diesem Jahr hörte sie Emmeline Pethick-Lawrence sprechen und entschied sich, auch da sie finanziell unabhängig war, doch der Kampagne beizutreten. Es gibt Hinweise, dass sich eine lesbische Beziehung zwischen Roe und Christabel Pankhurst, die zuvor eine enge Beziehung zu Annie Kenney hatte, entwickelte.
Sie war wohl zunächst Organisatorin der Brixton-Zweigstelle der WSPU, 1910 wurde sie dort von Helen Craggs abgelöst. Roe wurde nach Ipswich gesandt und gewann die Frauen der Stadt, die zuvor nur ein WSPU-Mitglied hatte, in wenigen Wochen. Unter anderem organisierte sie Auftritte anderer führender Suffragetten wie Marie Brackenbury und Mildred Mansel.
Im Oktober 1912 trat George Lansbury von der Labour Party von seinem Parlamentssitz zurück, um eine Nachwahl in seinem Wahlkreis Bow and Bromley mit dem Thema Frauenwahlrecht zu bestreiten. Roe wurde von der WSPU geschickt, um seine Kampagne zu leiten. Er verlor gegen seinen konservativen Gegner, der mit dem Slogan No Petticoat Government („Keine Regierung im Unterrock“) seine Kampagne bestritt. Sylvia Pankhurst kritisierte später Roes Kampagne, aber der Labour-Abgeordnete Will Thorne meinte, dass kein Wahlkreis jemals allein mit den Thema des Frauenwahlrechts gewonnen werden könne.
Roe wurde als Stellvertreterin von Annie Kenney in deren Rolle der Organisatorin der militanten Kampagnen bestimmt, damit sie bei Bedarf übernehmen konnte. Da Kenney verhaftet wurde, übernahm Roe ihre Rolle. Die WSPU verlieh Roe wie vielen anderen eine Hungerstreik-Medaille „For Valour“ und eine Holloway-Ehrenbrosche.
Als 1914 der Krieg ausbrach, war Roe im Gefängnis; sie wurde im Rahmen eines Abkommens zwischen der WSPU und der Regierung freigelassen. Die WSPU stimmte zu, militante Störungen einzustellen, und im Gegenzug ließ die Regierung alle Suffragetten frei und finanzierte eine Veranstaltung der WSPU zur Unterstützung der Kriegsanstrengungen.
Im Jahr 1915 begleitete Roe Emmeline Pankhurst, Flora Drummond, Norah Dacre Fox und Annie Kenney auf eine Rekrutierungs- und Vortragstour durch Südwales, die Midlands und Clydeside, um die Gewerkschaften zur Unterstützung der Kriegsarbeit zu ermutigen.
Nach dem Zweiten Weltkrieg eröffnete Roe eine Buchhandlung und eine metaphysische Bibliothek in Santa Barbara, Kalifornien. Sie blieb in engem Kontakt mit Christabel Pankhurst und war bei ihr, als diese am 13. Februar 1958 im Alter von 77 Jahren in ihrem Haus in Santa Monica, Kalifornien, an einem Herzinfarkt starb.
Roe wurde zur literarischen Nachlassverwalterin von Pankhurst ernannt und war verantwortlich für die Veröffentlichung ihrer Memoiren Unshackled: the Story of how we Won the Vote.
Roe wurde zweimal von der BBC zu ihrer Rolle im Kampf um das Frauenwahlrecht interviewt. Auf einem Titelbild der RadioTimes, das ein Wiedersehen von Roe mit Leonora Cohen zeigte, trug sie ihre Holloway-Brosche.
Brian Harrison führte im September und Oktober 1974 zwei Oral-History-Interviews mit Roe im Rahmen des Suffrage-Interviews-Projekts Oral evidence on the suffragette and suffragist movements: the Brian Harrison interviews. Roe spricht über ihre Gründe für den Beitritt zur WSPU, ihre familiären Beziehungen und erinnert sich an ihre Erfahrungen mit einer Reihe anderer Wahlrechtskämpferinnen, insbesondere Emmeline und Christabel Pankhurst.